# (4916) Brumberg
(4916) Brumberg est un astéroïde de la ceinture principale.

## Description
(4916) Brumberg est un astéroïde de la ceinture principale. Il fut découvert le 10 août 1970 à Naoutchnyï par l'Observatoire d'astrophysique de Crimée. Il présente une orbite caractérisée par un demi-grand axe de 3,05 UA, une excentricité de 0,09 et une inclinaison de 10,8° par rapport à l'écliptique.

## Compléments